# 林欣玮
林欣玮（Lim Heem Wei，1989年4月12日—），新加坡女子競技體操運動員；亦是新加坡史上来首名参加奥运会的体操选手。現就读于新加坡国立大学商业行政系。

## 簡歷
2010年，林欣玮在英联邦运动会获得平衡木银牌。 
2011年，林欣玮在印度尼西亚舉行的东南亚运动会上，带领新加坡队连续第三次赢得体操女团金牌，自己亦贏得1银1铜。
2012年1月，林欣玮在伦敦举行的奥运会测试赛中，以总分48.998排第63名，获得伦敦奥运会的女子体操全能项目参赛资格。結果，她在女子个人全能资格赛中取得50.799分，在98名选手中名列第45。